# Orchomene pacifica
Orchomene pacifica är en kräftdjursart som beskrevs av Gurganova 1938. Orchomene pacifica ingår i släktet Orchomene och familjen Lysianassidae. Inga underarter finns listade i Catalogue of Life.